# Dalajlama
Dálajláma je tibetanski duhovni in verski vodja budistov. Ob smrti Dalajlame menihi poiščejo njegovo reinkarnacijo. Med 17. stoletjem in letom 1956 so bili dalajlame tudi voditelji tibetanske vlade. Trenutni Dalajlama Tenzin Gyatso živi v izgnanstvu v Indiji.

## Seznam dalajlam
|     | Ime                    | Življenje | Vladavina    | Transliteracija Wylie     | Ostale možnosti zapisa                        |
| --- | ---------------------- | --------- | ------------ | ------------------------- | --------------------------------------------- |
| 1.  | Gendun Drub            | 1391-1474 | ¹            | dge ‘dun ‘grub            | Gedun Drub, Gendun Drub, Gedun Drupa          |
| 2.  | Gendun Gyatso          | 1475-1541 | ¹            | dge ‘dun rgya mtsho       | Gendun Gyatso                                 |
| 3.  | Sonam Gyatso           | 1543-1588 | 1578–1588    | bsod nams rgya mtsho      | Sonam Gyatso, Sönam Gyatso                    |
| 4.  | Jonten Gyatso          | 1589-1616 | [?]          | yon tan rgya mtsho        | Yonten Gyatso, Yönten Gyatso                  |
| 5.  | Ngavang Lobsang Gyatso | 1617-1682 | 1642–1682    | blo bzang rgya mtsho      | (Ngawang) Lobsang Gyatso                      |
| 6.  | Cangjang Gyatso        | 1683-1706 | —            | tshang dbyangs rgya mtsho | Tsangyang Gyatso, Tshangyang Gyatso           |
| 7.  | Kelsang Gyatso         | 1708-1757 | 1720–1757    | bskal bzang rgya mtsho    | Kelzang Gyatso, Kelsang Gyatso                |
| 8.  | Džampel Gyatso         | 1758-1804 | 1786–1804    | byams spel rgya mtsho     | Jamphel Gyatso, Jampel Gyatso                 |
| 9.  | Lungtog Gyatso         | 1806-1815 | (1808–1815)² | lung rtogs rgya mtsho     | Lungtok Gyatso, Lungtog Gyatso, Luntog Gyatso |
| 10. | Cultrim Gyatso         | 1816-1837 | —            | tshul khrim rgya mtsho    | Tsultrim Gyatso, Tshultrim Gyatso             |
| 11. | Kedrup Gyatso          | 1838-1856 | 1855–1856    | mkhas grub rgya mtsho     | Khendrup Gyatso, Khedrup Gyatso               |
| 12. | Trinle Gyatso          | 1856-1875 | —            | ‘phrin las rgya mtsho     | Trinley Gyatso, Trinle Gyatso                 |
| 13. | Tubten Gyatso          | 1876-1933 | 1878–1933    | thub bstan rgya mtsho     | Thubten Gyatso, Thupten Gyatso, Tubten Gyatso |
| 14. | Tenzin Gyatso          | od 1935   | od 1950      | bstan ‘dzin rgya mtsho    | Tenzin Gyatso                                 |

¹ Prvemu in drugemu dalajlami so naziv podelili posmrtno.
² Deveti dalajlama je bil sicer uradno ustoličen, vendar ni vladal sam.